# Liste des matchs de l'équipe du Vietnam de football par adversaire
Cette liste présente les matchs de l'équipe du Vietnam de football par adversaire rencontré depuis son premier match. Lorsqu'une rivalité footballistique particulière existe entre le Vietnam et un autre pays, une page spécifique est parfois proposée.
- Haut – A
- B
- C
- D
- E
- F
- G
- H
- I
- J
- K
- L
- M
- N
- O
- P
- Q
- R
- S
- T
- U
- V
- W
- X
- Y
- Z

## Cambodge
Confrontations entre le Cambodge et le Vietnam :
| Date             | Lieu              | Match               | Score | Compétition                                               |
| 8 décembre 1995  | Lampoon           | Viêt Nam - Cambodge | 4-0   |                                                           |
| 2 septembre 1996 | Singapour         | Viêt Nam - Cambodge | 3-1   |                                                           |
| 7 novembre 2000  | Songkhla          | Viêt Nam - Cambodge | 6-0   |                                                           |
| 15 décembre 2002 | Jakarta           | Viêt Nam - Cambodge | 9-2   |                                                           |
| 9 décembre 2004  | Hô-Chi-Minh-Ville | Viêt Nam - Cambodge | 9-1   |                                                           |
| 26 novembre 2016 | Naypyidaw         | Viêt Nam - Cambodge | 2-1   | 1er tour (groupe B) de l'AFF Suzuki Cup 2016              |
| 5 septembre 2017 | Phnom Penh        | Cambodge - Viêt Nam | 1-2   | 3e tour qualificatif pour la Coupe d'Asie 2019 (Groupe C) |
| 10 octobre 2017  | Hô-Chi-Minh-Ville | Viêt Nam - Cambodge | 5-0   | 3e tour qualificatif pour la Coupe d'Asie 2019 (Groupe C) |

Bilan
Total de matchs disputés : 8
- Victoires de l'équipe de Viêt Nam : 8
- Match nul : 0
- Victoire de l'équipe du Cambodge : 0

## Émirats arabes unis

### Confrontations
Confrontations entre le Vietnam et les Émirats arabes unis :
|   | Date              | Lieu      | Match                          | Score | Compétition                                                   |
| - | ----------------- | --------- | ------------------------------ | ----- | ------------------------------------------------------------- |
| 1 | 27 septembre 2002 | Ulsan     | Émirats arabes unis - Viêt Nam | 0-0   | Jeux asiatiques de 2002 (gr. B)                               |
| 2 | 8 juillet 2007    | Hanoi     | Viêt Nam - Émirats arabes unis | 2-0   | Coupe d'Asie des nations 2007 (gr. B)                         |
| 3 | 8 octobre 2007    | Hanoi     | Viêt Nam - Émirats arabes unis | 0-1   | Éliminatoires de la Coupe du monde 2010 (zone Asie, 1er tour) |
| 4 | 28 octobre 2007   | Abou Dabi | Émirats arabes unis - Viêt Nam | 5-0   | Éliminatoires de la Coupe du monde 2010 (zone Asie, 1er tour) |
| 5 | 6 février 2013    | Hanoi     | Viêt Nam - Émirats arabes unis | 1-2   | Éliminatoires de la Coupe d'Asie des nations 2015 (gr. E)     |
| 6 | 19 novembre 2013  | Abou Dabi | Émirats arabes unis - Viêt Nam | 5-0   | Éliminatoires de la Coupe d'Asie des nations 2015 (gr. E)     |

### Bilan
Au 12 avril 2019 :
- Total de matchs disputés : 6
- Victoires du Vietnam : 1
- Matchs nuls : 1
- Victoires des Émirats arabes unis : 4
- Total de buts marqués par le Vietnam : 3
- Total de buts marqués par les Émirats arabes unis : 13

## Japon
Confrontations entre le Vietnam et le Japon :
| Date            | Lieu  | Match           | Score | Compétition                                         |
| 16 juillet 2007 | Hanoï | Vietnam - Japon | 1-4   | Coupe d'Asie des nations 2007 - 1er tour (Groupe B) |
| 7 octobre 2011  | Kobe  | Japon - Vietnam | 1-0   | Match amical                                        |

Bilan
Total de matchs disputés : 2
- Victoires de l'équipe du Japon : 2
- Match nul : 0
- Victoire de l'équipe du Vietnam : 0

## Macao

### Confrontations
Confrontations entre Macao et le Viêt Nam :
|   | Date           | Lieu              | Match            | Score | Compétition                                                   |
| - | -------------- | ----------------- | ---------------- | ----- | ------------------------------------------------------------- |
| 1 | 29 juin 2011   | Hô-Chi-Minh-Ville | Viêt Nam - Macao | 6-0   | Éliminatoires de la Coupe du monde 2014 (zone Asie, 1er tour) |
| 2 | 3 juillet 2011 | Macao             | Macao - Vietnam  | 1-7   | Éliminatoires de la Coupe du monde 2014 (zone Asie, 1er tour) |

### Bilan
Au 9 avril 2019 :
- Total de matchs disputés : 2
- Victoires de Macao : 0
- Matchs nuls : 0
- Victoires du Vietnam : 2
- Total de buts marqués par Macao : 1
- Total de buts marqués par le Vietnam : 13

## Maldives

### Confrontations
Confrontations entre les Maldives et le Vietnam :
|   | Date            | Lieu  | Match              | Score | Compétition                                                         |
| - | --------------- | ----- | ------------------ | ----- | ------------------------------------------------------------------- |
| 1 | 18 février 2004 | Hanoï | Vietnam - Maldives | 4-0   | Phase qualificative de la Coupe du monde 2006 (zone Asie, 1er tour) |
| 2 | 13 octobre 2004 | Malé  | Maldives - Vietnam | 3-0   | Phase qualificative de la Coupe du monde 2006 (zone Asie, 1er tour) |

### Bilan
Au 6 avril 2019 :
- Total de matchs disputés : 2
- Victoires des Maldives : 1
- Matchs nuls : 0
- Victoires du Vietnam : 1
- Total de buts marqués par les Maldives : 3
- Total de buts marqués par le Vietnam : 4